# Patientkort

Ett patientkort i Filippinerna.

Patientkort eller patientbricka är en personhandling som utfärdas av en vårdgivare. Vanligtvis består patientkortet av ett plastkort i kreditkortsformat. Patientkort används exempelvis för att underlätta märkning av blanketter, provrör och kvitton när patienten är på besök.

## Sverige
Patientkort utfärdas vanligtvis av Sveriges landsting. Ett svenskt patientkort innehåller uppgifter som patientens namn, adress och personnummer i upphöjd skrift, för att uppgifterna enkelt ska kunna kopieras till en receptblankett.[källa behövs] Patientkortet är dock inte en giltig legitimation, och vanligtvis behöver man kunna visa upp giltig legitimation vid vårdbesök eller när man skaffar patientkort.
I Östergötland infördes patientkort 1973. Region Skåne var på 2000-talet först i Sverige med digitala patientkort, något som förekom i bland annat Tyskland och Frankrike.
I takt med att journalsystem datoriseras så försvinner behovet av patientkort successivt. I vissa delar av landet är patientkortet avskaffat, medan det på andra håll fortfarande krävs att patienten har eller skaffar ett patientkort.
Det finns också patientkort för den som har vissa sjukdomar som kräver särskild behandling, till exempel MRSA.[källa behövs]
Papperslösa personer utan tillstånd att vistas i Sverige har laglig rätt till subventionerad vård och kan få säkrare vård med ett patientkort. Då får patienten ett tillfälligt reservnummer som ersätter personnummer.